# The Burden of Proof (film fra 1918)
The Burden of Proof er en amerikansk stumfilm fra 1918 af Julius Steger.

## Medvirkende
- Marion Davies som Elaine Brooks
- Mary Richards som Mrs. Brooks, hendes mor
- Eloise Clement som Mrs. Durand
- John Merkyl som Robert Ames
- L. Rogers Lytton som George Blair